# Liste des monuments nationaux du Guainía
Cet article liste les monuments nationaux du Guainía, en Colombie. Au 6 novembre 2019, un seul monument national était recensé dans ce département.

## Patrimoine matériel
| Code national             | Monument                       | Municipalité(s) | Adresse | Coordonnées                        | Date | Illustration               |
| ------------------------- | ------------------------------ | --------------- | ------- | ---------------------------------- | ---- | -------------------------- |
| 01-01-01-01-94-883-000001 | Fort de San Felipe de Rionegro | San Felipe      |         | 1° 54′ 57″ nord, 67° 04′ 05″ ouest | 2001 | Image manquante Téléverser |